# República Romana (1798-1799)
La República Romana va ser creada el 15 de febrer de 1798 i va existir fins al 30 de setembre de 1799 (excepte durant l'ocupació napolitana: 28 de novembre - 14 de desembre de 1798).
El 10 de febrer de 1798 l'exèrcit francès va arribar a Roma, revocant el poder temporal del papa cinc dies després i proclamant la República Romana.
El 7 de març la República Tiberina (proclamada en Perusa el 4 de febrer) i la República Anconitana (proclamada en Ancona el 19 de novembre de 1797) van passar a formar part de la República Romana.
El 28 de novembre un exèrcit napolità al comandament del general austríac Karl Mack va prendre la ciutat de Roma, sent reconquistada pels francesos el 14 de desembre.
El 19 de setembre de 1799 les tropes franceses van abandonar la ciutat, que va ser presa pels napolitans el dia 30 del mateix mes, desapareixent així la República Romana.
La bandera, basada en la francesa, va ser atorgada per Napoleó. Es componia de tres franges verticals: negra, blanca i roja. Va estar en ús fins a la supressió de la República.